# Kishu Railway
La Kishu Railway Co.,Ltd. (紀州鉄道株式会社, Kishū Tetsudō Kabushiki-gaisha), également appelée Kitetsu (紀鉄), est une compagnie de transport de passagers qui exploite une ligne de chemin de fer dans la préfecture de Wakayama au Japon. La compagnie a également des activités dans l'immobilier, l’hôtellerie et le tourisme. Son siège social se trouve dans la ville de Tokyo.

## Histoire
La compagnie a été fondée le 24 décembre 1928.

## Ligne
La compagnie possède une ligne.
| Ligne               | Nom japonais | Terminus          | Longueur (km) | Gares |
| ------------------- | ------------ | ----------------- | ------------- | ----- |
| Ligne Kishu Railway | 紀州鉄道線   | Gobō - Nishi-Gobō | 2,7           | 5     |

## Matériel roulant
La compagnie possède trois autorails.

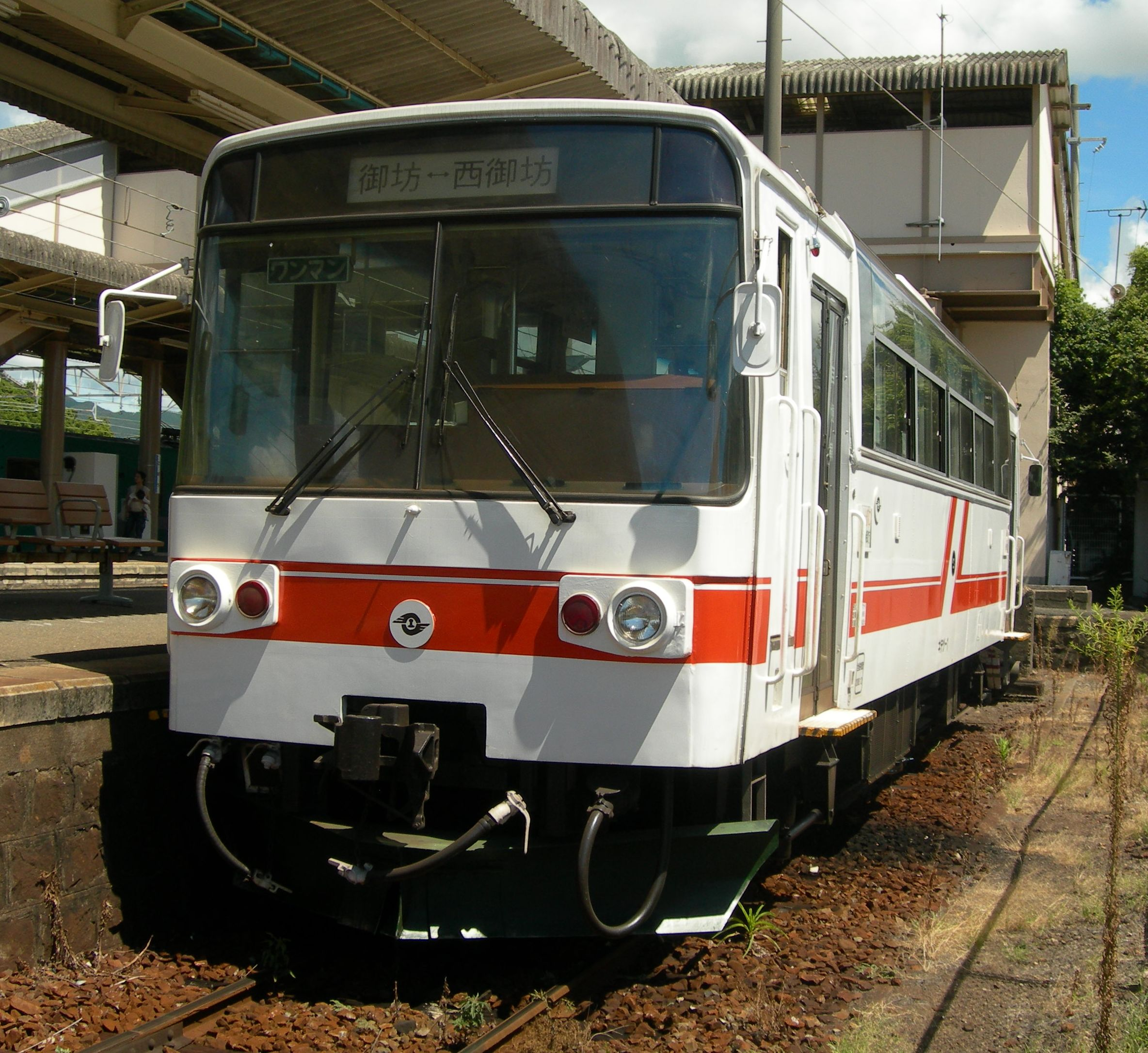
Kitetsu 1
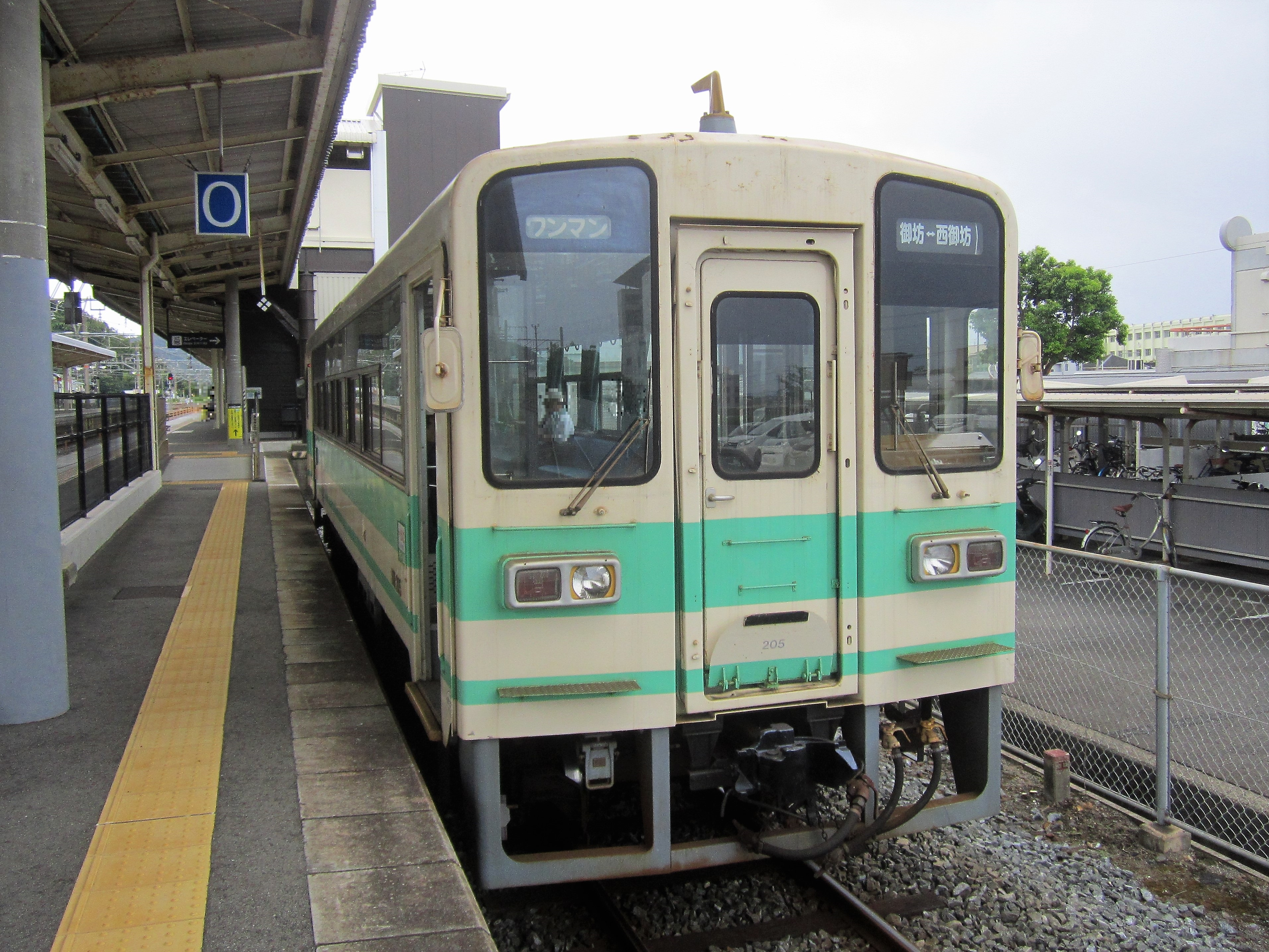
KR 205
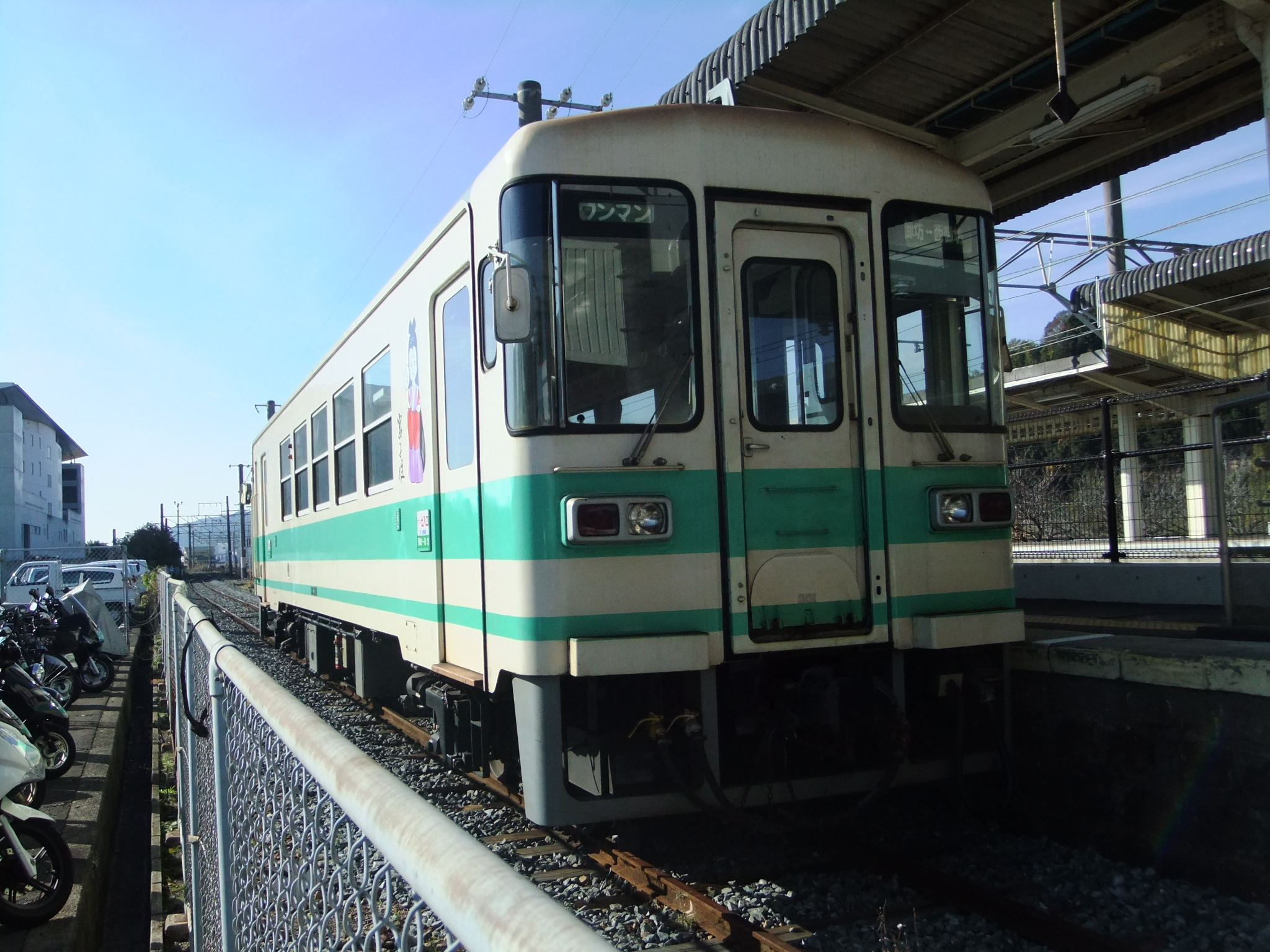
KR 301